# مينسك

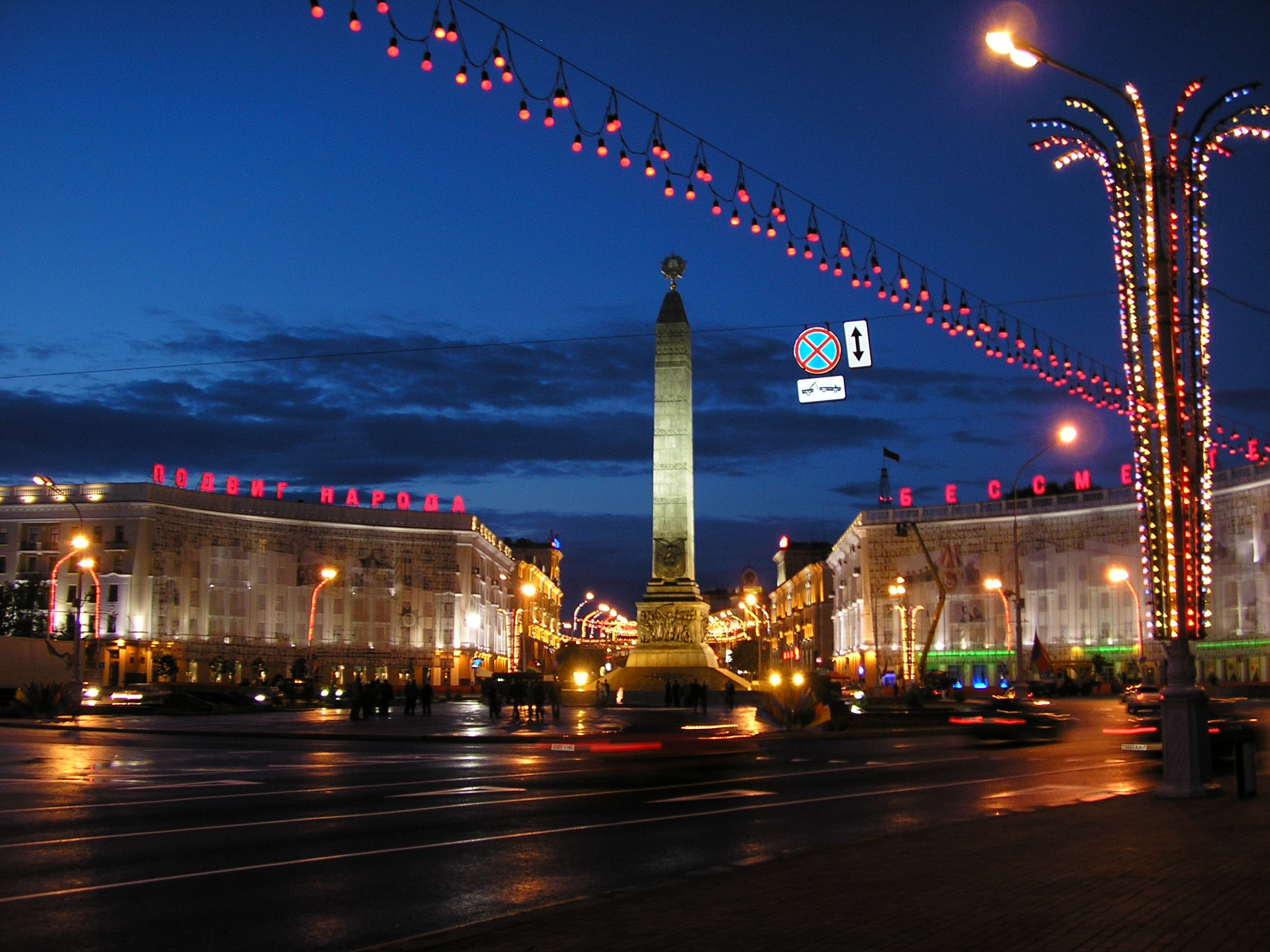
ميدان النصر في العاصمة البيلاروسية مينسك

مينسك (بالبيلاروسية: Мінск)، هي عاصمة روسيا البيضاء وأكبر مدنها، وتقع على نهري سفيسلاخ ونياميها الجوفيين الآن. وباعتبارها العاصمة، تتمتع مينسك بوضع إداري خاص في بيلاروسيا وهي المركز الإداري لمنطقة مينسك ومنطقة مينسك. واعتبارًا من عام 2024، بلغ عدد سكانها حوالي مليوني نسمة، مما يجعل مينسك المدينة الحادية عشرة الأكثر اكتظاظًا بالسكان في أوروبا. تعد المدينة واحدة من العواصم الإدارية لاتحاد الدول المستقلة، كذلك التوقيت الزمني لمينسك فهو UTC+3.

## التاريخ

### الحكم الروسي
ضمت الإمبراطورية الروسية مدينة مينسك إليها عام 1798 وفي عام 1796 أصبحت المدينة عاصمة لمحافظة مينك الروسية. واستبدلت جميع أسماء الشوراع في المدينة باسماء روسية لكن بقي اسم المدينة دون تغيير.
وخلال القرن التاسع عشر واصلت المدينة نموها وتطورها وفي عقد 1830 رصفت وبلطت الشوراع والساحات الرئيسية في مينسك. وافتتحت أول مكتبة عام 1836. ووضع أول سلم اطفاء في الخدمة عام 1837. وفي عام 1838 طبعت أول صحيفة محلية في مينسك. وافتتح أول مسرح في المدينة عام 1844. وبحلول عقد 1860 كانت مدينة مينسك مدينة تجارية هامة بعدد سكان يبلغ 27 ألف نسمة

### الاستقلال
بعد سقوط الاتحاد السوفيتي، واصلت المدينة مسيرة التطور، باعتبارها عاصمة لدولة مستقلة حديثاً. سرعان ما اكتسبت مدينة مينسك سمات المدن الكبرى. وفتحت فيها سفارات وعدد من المباني الإدارية. في وقتٍ مبكّرةٍ من منتصف العُشر الأخير من القرن التاسع عشر تعرضت مينسك لأزمة اقتصادية، وأوقفت العديد من المشاريع التنموية، مما أدى إلى ارتفاع معدلات البطالة. منذ في أواخر هذه السنين كانت هناك تحسينات في مجال النقل والبنية التحتية، كذلك كان ازدهار الإسكان في طور الإنجاز منذ عام 2002. على مشارف مينسك، وقد تم تمديد خطوط المترو، ولقد تم تحسين شبكة الطرق. من الجدير بالذكر أن المدينة احتفلت في الثامن من سبتمبر عام 2007 م بمرور تسعمئة وأربعين سنةً على إنشائها.

## الجغرافيا

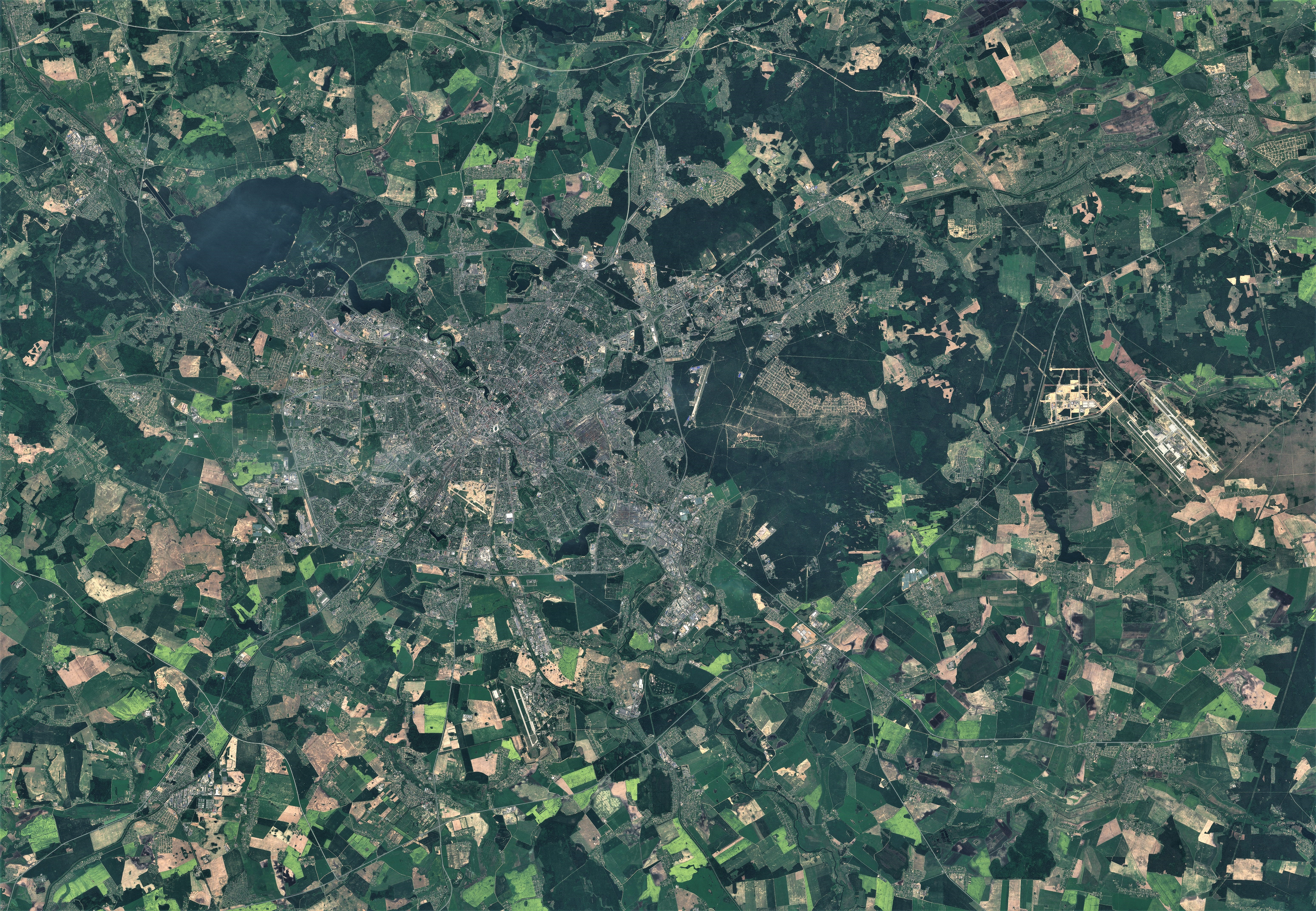
صورة القمر الصناعي لمينسك، 2019

تقع مينسك على المنحدر الجنوبي الشرقي لتلال مينسك، وهي منطقة من التلال المتدحرجة تمتد من الجنوب الغربي (الروافد العليا لنهر نيومان) إلى الشمال الشرقي - أي إلى بحيرة لوكومسكايا في شمال غرب بيلاروسيا. يبلغ متوسط الارتفاع فوق مستوى سطح البحر 220 مترًا (720 قدمًا). تشكلت الجغرافيا الطبيعية لمينسك على مدار العصرين الجليديين الأخيرين. يقع نهر سفيسلاش، الذي يتدفق عبر المدينة من الشمال الغربي إلى الجنوب الشرقي، في وادي أورسترومتال، وهو وادي نهر قديم تشكل من المياه المتدفقة من الصفائح الجليدية الذائبة في نهاية العصر الجليدي الأخير يوجد ستة أنهار أصغر داخل حدود المدينة، وكلها جزء من حوض البحر الأسود.
تقع مينسك في منطقة الغابات المختلطة النموذجية لمعظم مناطق بيلاروسيا. وتحيط غابات الصنوبر والغابات المختلطة بحافة المدينة، وخاصة في الشمال والشرق. وقد تم الحفاظ على بعض الغابات كحدائق (على سبيل المثال، حديقة تشيليوسكينيت) مع نمو المدينة.
تم بناء المدينة في البداية على التلال، مما سمح ببناء التحصينات الدفاعية، والأجزاء الغربية من المدينة هي الأكثر تلالاً.
على بعد 5 كم (3.1 ميل) من الحافة الشمالية الغربية للمدينة، يقع خزان زاسلافسكايا الكبير، والذي يُطلق عليه غالبًا بحر مينسك. وهو ثاني أكبر خزان في بيلاروسيا، وقد تم بناؤه في عام 1956.

## المناخ
تقع مينسك ضمن مناخ قاري رطب صيفًا (تصنيف كوبن Dfb؛ تريوارثا Dcbo)، وتتميز بطقس غير مستقر يتأثر بالهواء الرطب القادم من المحيط الأطلسي والهواء الجاف من اليابسة الأوراسية، ما يؤدي إلى تقلبات متكررة في الطقس.

### درجات الحرارة
- يناير: −4.2°م.[12]
- يوليو: حوالي 19°م.[13]

### الهطول
يبلغ متوسط الهطول السنوي في مينسك ما يقارب 690–743 ملم.
الضباب شائع، خصوصًا في فصلي الخريف والربيع.

### الرياح
تهب الرياح أساسًا من الغرب أو الشمال الغربي، مما يجلب هواءً رطبًا وباردًا من الأطلسي.
| البيانات المناخية لـمينسك (المعدلات الطبيعية 1991-2020، والظروف المتطرفة 1887-الحاضر)                | البيانات المناخية لـمينسك (المعدلات الطبيعية 1991-2020، والظروف المتطرفة 1887-الحاضر) | البيانات المناخية لـمينسك (المعدلات الطبيعية 1991-2020، والظروف المتطرفة 1887-الحاضر) | البيانات المناخية لـمينسك (المعدلات الطبيعية 1991-2020، والظروف المتطرفة 1887-الحاضر) | البيانات المناخية لـمينسك (المعدلات الطبيعية 1991-2020، والظروف المتطرفة 1887-الحاضر) | البيانات المناخية لـمينسك (المعدلات الطبيعية 1991-2020، والظروف المتطرفة 1887-الحاضر) | البيانات المناخية لـمينسك (المعدلات الطبيعية 1991-2020، والظروف المتطرفة 1887-الحاضر) | البيانات المناخية لـمينسك (المعدلات الطبيعية 1991-2020، والظروف المتطرفة 1887-الحاضر) | البيانات المناخية لـمينسك (المعدلات الطبيعية 1991-2020، والظروف المتطرفة 1887-الحاضر) | البيانات المناخية لـمينسك (المعدلات الطبيعية 1991-2020، والظروف المتطرفة 1887-الحاضر) | البيانات المناخية لـمينسك (المعدلات الطبيعية 1991-2020، والظروف المتطرفة 1887-الحاضر) | البيانات المناخية لـمينسك (المعدلات الطبيعية 1991-2020، والظروف المتطرفة 1887-الحاضر) | البيانات المناخية لـمينسك (المعدلات الطبيعية 1991-2020، والظروف المتطرفة 1887-الحاضر) | البيانات المناخية لـمينسك (المعدلات الطبيعية 1991-2020، والظروف المتطرفة 1887-الحاضر) |
| الشهر                                                                                                | يناير                                                                                 | فبراير                                                                                | مارس                                                                                  | أبريل                                                                                 | مايو                                                                                  | يونيو                                                                                 | يوليو                                                                                 | أغسطس                                                                                 | سبتمبر                                                                                | أكتوبر                                                                                | نوفمبر                                                                                | ديسمبر                                                                                | المعدل السنوي                                                                         |
| --- | ------------------------------------------------------------------------------------- | ------------------------------------------------------------------------------------- | ------------------------------------------------------------------------------------- | ------------------------------------------------------------------------------------- | ------------------------------------------------------------------------------------- | ------------------------------------------------------------------------------------- | ------------------------------------------------------------------------------------- | ------------------------------------------------------------------------------------- | ------------------------------------------------------------------------------------- | ------------------------------------------------------------------------------------- | ------------------------------------------------------------------------------------- | ------------------------------------------------------------------------------------- | ------------------------------------------------------------------------------------- |
| الدرجة القصوى °م (°ف)                                                                                | 10.3 (50.5)                                                                           | 13.6 (56.5)                                                                           | 24.6 (76.3)                                                                           | 28.8 (83.8)                                                                           | 30.9 (87.6)                                                                           | 35.8 (96.4)                                                                           | 35.2 (95.4)                                                                           | 35.8 (96.4)                                                                           | 31.0 (87.8)                                                                           | 24.7 (76.5)                                                                           | 16.0 (60.8)                                                                           | 11.1 (52.0)                                                                           | 35.8 (96.4)                                                                           |
| متوسط درجة الحرارة الكبرى °م (°ف)                                                                    | −2 (28)                                                                               | −0.8 (30.6)                                                                           | 4.5 (40.1)                                                                            | 12.8 (55.0)                                                                           | 18.9 (66.0)                                                                           | 22.4 (72.3)                                                                           | 24.3 (75.7)                                                                           | 23.6 (74.5)                                                                           | 17.5 (63.5)                                                                           | 10.3 (50.5)                                                                           | 3.6 (38.5)                                                                            | −0.6 (30.9)                                                                           | 11.2 (52.2)                                                                           |
| المتوسط اليومي °م (°ف)                                                                               | −4.2 (24.4)                                                                           | −3.6 (25.5)                                                                           | 0.7 (33.3)                                                                            | 7.6 (45.7)                                                                            | 13.4 (56.1)                                                                           | 17.1 (62.8)                                                                           | 19.1 (66.4)                                                                           | 18.2 (64.8)                                                                           | 12.7 (54.9)                                                                           | 6.7 (44.1)                                                                            | 1.4 (34.5)                                                                            | −2.6 (27.3)                                                                           | 7.2 (45.0)                                                                            |
| متوسط درجة الحرارة الصغرى °م (°ف)                                                                    | −6.3 (20.7)                                                                           | −6 (21)                                                                               | −2.6 (27.3)                                                                           | 2.9 (37.2)                                                                            | 8.3 (46.9)                                                                            | 12.2 (54.0)                                                                           | 14.4 (57.9)                                                                           | 13.4 (56.1)                                                                           | 8.7 (47.7)                                                                            | 3.8 (38.8)                                                                            | −0.5 (31.1)                                                                           | −4.5 (23.9)                                                                           | 3.7 (38.7)                                                                            |
| أدنى درجة حرارة °م (°ف)                                                                              | −39.1 (−38.4)                                                                         | −35.1 (−31.2)                                                                         | −30.5 (−22.9)                                                                         | −18.4 (−1.1)                                                                          | −5 (23)                                                                               | 0.0 (32.0)                                                                            | 4.3 (39.7)                                                                            | 1.7 (35.1)                                                                            | −4.7 (23.5)                                                                           | −12.9 (8.8)                                                                           | −20.4 (−4.7)                                                                          | −30.6 (−23.1)                                                                         | −39.1 (−38.4)                                                                         |
| الهطول مم (إنش)                                                                                      | 47 (1.9)                                                                              | 40 (1.6)                                                                              | 41 (1.6)                                                                              | 43 (1.7)                                                                              | 66 (2.6)                                                                              | 79 (3.1)                                                                              | 97 (3.8)                                                                              | 71 (2.8)                                                                              | 51 (2.0)                                                                              | 55 (2.2)                                                                              | 49 (1.9)                                                                              | 47 (1.9)                                                                              | 686 (27.0)                                                                            |
| متوسط الأيام الممطرة                                                                                 | 11                                                                                    | 9                                                                                     | 11                                                                                    | 13                                                                                    | 18                                                                                    | 19                                                                                    | 18                                                                                    | 15                                                                                    | 18                                                                                    | 18                                                                                    | 17                                                                                    | 13                                                                                    | 180                                                                                   |
| متوسط الأيام المثلجة                                                                                 | 24                                                                                    | 21                                                                                    | 15                                                                                    | 4                                                                                     | 0.3                                                                                   | 0                                                                                     | 0                                                                                     | 0                                                                                     | 0.04                                                                                  | 3                                                                                     | 13                                                                                    | 22                                                                                    | 102                                                                                   |
| متوسط الرطوبة النسبية (%)                                                                            | 86                                                                                    | 83                                                                                    | 77                                                                                    | 67                                                                                    | 66                                                                                    | 70                                                                                    | 71                                                                                    | 72                                                                                    | 79                                                                                    | 82                                                                                    | 88                                                                                    | 88                                                                                    | 77                                                                                    |
| ساعات سطوع الشمس الشهرية                                                                             | 37.4                                                                                  | 59.1                                                                                  | 136.9                                                                                 | 196.6                                                                                 | 255.3                                                                                 | 275.4                                                                                 | 267.4                                                                                 | 239.6                                                                                 | 172.0                                                                                 | 96.0                                                                                  | 34.0                                                                                  | 24.2                                                                                  | 1٬793٫9                                                                               |
| نسبة وصول أشعة الشمس                                                                                 | 18                                                                                    | 24                                                                                    | 37                                                                                    | 43                                                                                    | 52                                                                                    | 54                                                                                    | 53                                                                                    | 53                                                                                    | 43                                                                                    | 30                                                                                    | 14                                                                                    | 12                                                                                    | 40                                                                                    |
| المصدر #1: Pogoda.ru.net                                                                             |                                                                                       |                                                                                       |                                                                                       |                                                                                       |                                                                                       |                                                                                       |                                                                                       |                                                                                       |                                                                                       |                                                                                       |                                                                                       |                                                                                       |                                                                                       |
| المصدر #2: Belarus Department of Hydrometeorology (persent sun from 1938, 1940, and 1945–2000), NOAA |                                                                                       |                                                                                       |                                                                                       |                                                                                       |                                                                                       |                                                                                       |                                                                                       |                                                                                       |                                                                                       |                                                                                       |                                                                                       |                                                                                       |                                                                                       |

## السكان

الهرم السكاني لمدينة مينسك في عام 2022

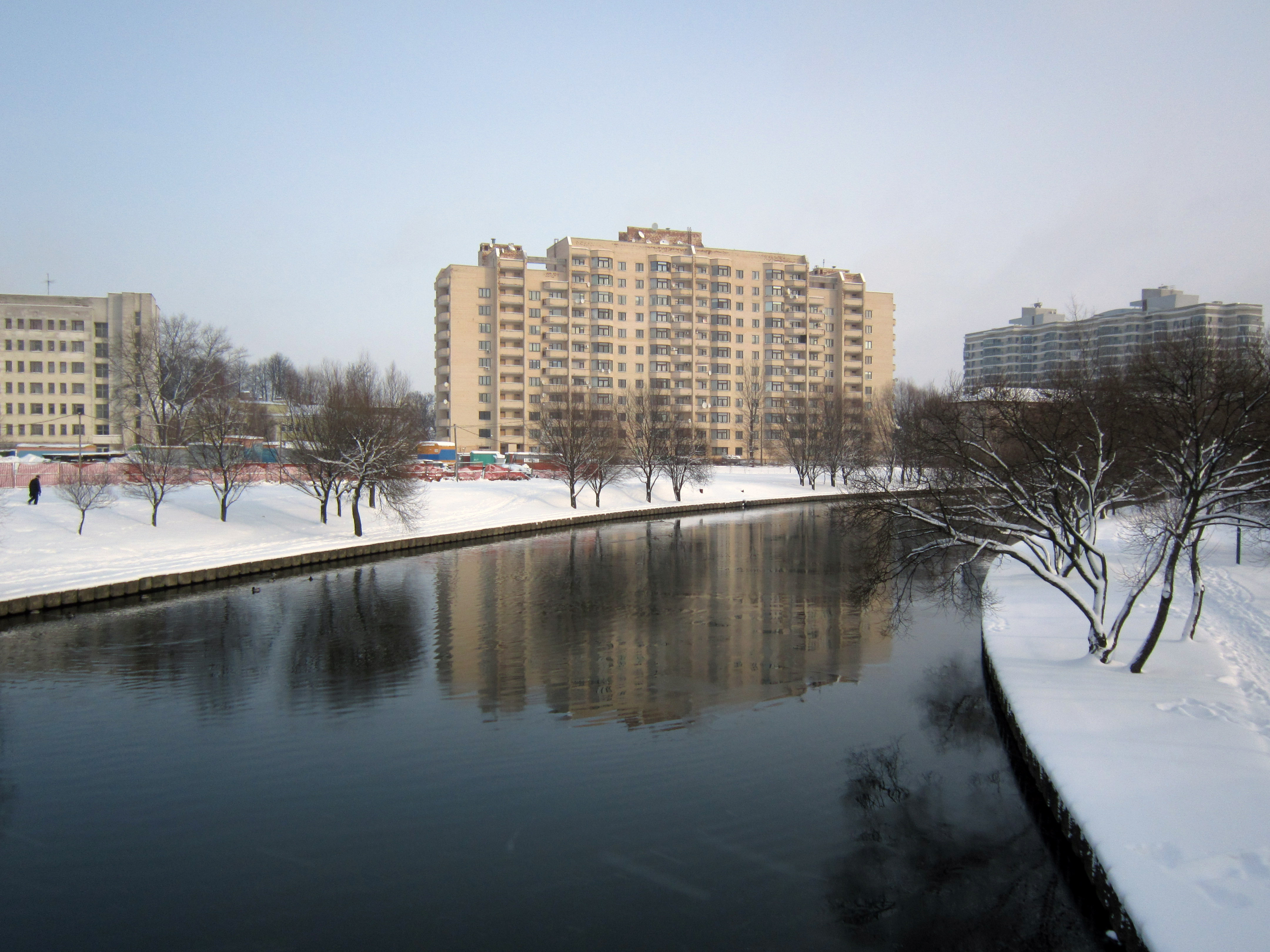
مباني الشقق في مينسك

يبلغ عدد سكان مينسك 1,992,862 نسمة (حسب تقديرات عام 2024) ،

### التركيبة التاريخية والدينية
خلال قرونها الأولى، كانت مينسك مدينة ذات أغلبية سكانية من السلافيين الشرقيين الأوائل (أسلاف البيلاروسيين المعاصرين).
بعد اتحاد لوبلين عام 1569، أصبحت مينسك جزءًا من الكومنولث البولندي–الليتواني. ومع اتحاد بريست الديني، شهدت المدينة عملية "بَلْيَنَة" (بُولَنة) دينية ولغوية.وقد اشتد هذا الضغط بعد الحرب الروسية–البولندية (1654–1667) ، التي أدت إلى انتقال ممتلكات كثيرة إلى النبلاء البولنديين بسبب وفاة مالكيها السابقين.  كما أدى الحكم البولندي إلى هجرة واسعة لليهود إلى الأراضي البيلاروسية، فارتفعت نسبتهم في المدن من أقل من 10% إلى ما يقارب النصف.
بعد التقسيم الثاني لبولندا عام 1793، أصبحت مينسك ومناطقها الكبرى جزءًا من الإمبراطورية الروسية. وعلى الرغم من محاولات السلطات الإمبراطورية القضاء على النفوذ البولندي من خلال الترويج للأرثوذكسية والاستبداد والقومية، ظل البولنديون يسيطرون على المجلس البلدي ويملكون معظم العقارات المُدرّة للدخل في أوائل القرن العشرين.
خلال تعداد عام 1897 في ظل الإمبراطورية الروسية، كان اليهود أكبر جماعة دينية في مينسك، إذ شكّلوا 52% من السكان (47,562 من أصل 90,912 نسمة).  وكانت اللغة الروسية هي اللغة الأم لـ 25.5% من السكان، والبولندية 11.4%، والبيلاروسية 9.0%. أما معدلات الإلمام بالقراءة والكتابة فكانت 65.2% للناطقين بالروسية، و55.4% للبولندية، و34.4% للبيلاروسية، بينما بلغت بين اليهود 46.2%. كما أن 80% من السكان كانوا من مواليد محافظة مينسك.
وكانت هناك أيضًا جماعة صغيرة تقليدية من التتار الليبكيين عاشت في مينسك لقرون.
وبين ثمانينيات القرن التاسع عشر وثلاثينيات القرن العشرين، هاجر العديد من اليهود من المدينة إلى الولايات المتحدة ضمن حركة الشتات اليهودي.

### اللغات
طوال تاريخها كانت مينسك مدينة للعديد من اللغات. في البداية كان معظم سكانها يتحدثون اللغة الروتينية (التي تطورت لاحقًا إلى اللغة البيلاروسية الحديثة). ومع ذلك، بعد عام 1569 كانت اللغة الرسمية هي البولندية.

## وصلات خارجية
- weather of Minsk - minsk.the.by
- Photos of Minsk on GOMINSK.ORG